# Piotr Beczała
Piotr Beczała (Czechowice-Dziedzice, 28 de desembre de 1966) és un tenor polonès.
Es va formar inicialment a Katowice. Va estudiar amb la professora Sena Jurinac a Suïssa. Els seus primers compromisos van ser amb el Teatre Estatal de Linz des de 1992 fins a 1997, després de la qual es va convertir en un membre habitual de l'Òpera de Zuric. Entre 2004 i 2006, Beczała va fer diversos debuts internacionals. L'abril de 2004, va debutar a la Royal Opera House de Londres com el tenor italià a Der Rosenkavalier, i posteriorment va tornar a l'octubre d'aquell any en el paper protagonista de Faust, després el juny de 2005 com a duc de Rigoletto i el setembre de 2006, una altra vegada a Faust. El novembre de 2004, va fer la seva Òpera de San Francisco i el seu debut nord-americà com Lensky a Eugeni Oneguin. El debut de La Scala de Beczała va arribar el gener de 2006 com a duc a Rigoletto, el paper en el qual també va debutar al Metropolitan Opera el 19 de desembre de 2006. El 2007, Beczała va ser guardonat amb el Premi Festival d'Òpera de Múnic.
En 2012/13, Beczała va reprendre el seu paper de duo en la nova producció de Rat Pack de Michael Mayer de Rigoletto al Met. Després d'una recepció hostil dels loggionistes en la nit d'obertura de la temporada de La Scala de 2013/14 a La traviata, Beczała va anunciar la seva negativa a aparèixer en una altra producció a La Scala.
Els enregistraments comercials de Beczała inclouen l'enregistrament Farao Classics de La traviata (com a Alfredo Germont) i les cançons completes de Karol Szymanowski.
El 2018 Beczała va ser guardonat amb els International Opera Awards - millor cantant. El 2018, Beczala va signar un contracte exclusiu de diversos àlbums amb Pentatone. El seu primer enregistrament en solitari amb el segell, Vincero!, es va publicar el 2020.